# Zum 40. Jahrestag der Beendigung des Krieges in Europa und der nationalsozialistischen Gewaltherrschaft

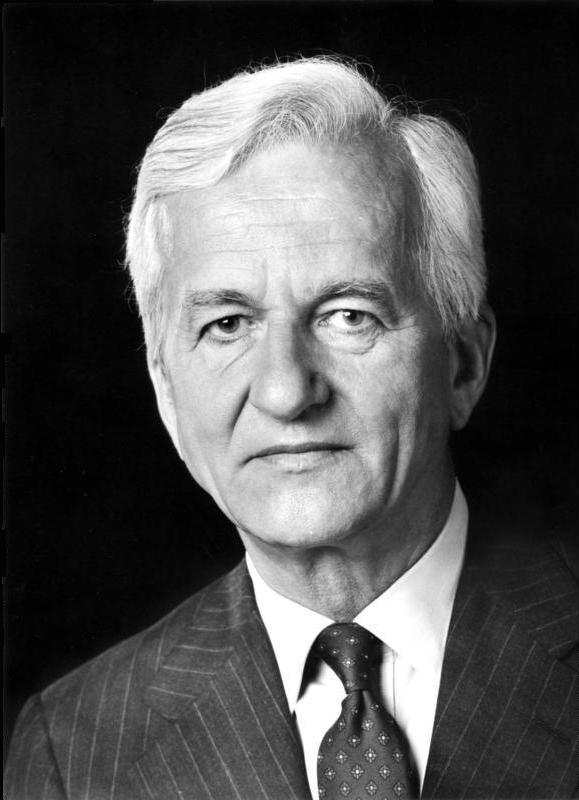
Der Redner zum 8. Mai 1985: Richard von Weizsäcker

Zum 40. Jahrestag der Beendigung des Krieges in Europa und der nationalsozialistischen Gewaltherrschaft ist eine Rede, die der damalige deutsche Bundespräsident Richard von Weizsäcker am 8. Mai 1985 in einer Gedenkstunde im Plenarsaal vor dem Deutschen Bundestag in Bonn hielt.
Mit Weizsäckers Aussage, Deutschland sei vom Nationalsozialismus befreit worden, prägte er die westdeutsche Erinnerungskultur zum Ende des Zweiten Weltkrieges, die im Folgenden zunehmend weniger als Niederlage gesehen wurde.

## Entstehung
Der vierzigste Jahrestag des Kriegsendes fiel mit einem geplanten Deutschlandbesuch des amerikanischen Präsidenten Ronald Reagan zusammen. Das Kanzleramt und das Weiße Haus erwogen, den Gedenktag zusammen mit Reagan abzuhalten. Unter anderem auf Weizsäckers Bitte hin wurde beschlossen, ihn ohne ausländische Beteiligung, allein unter Deutschen im Bundestag zu begehen. Reagan stattete seinen Staatsbesuch einige Tage vor dem 8. Mai ab. Er besuchte das Konzentrationslager Bergen-Belsen und danach mit Bundeskanzler Helmut Kohl den Soldatenfriedhof in Bitburg. Erst nach Reagans Zusage zu Bitburg stellte sich heraus, dass auf diesem Friedhof auch SS-Angehörige begraben waren. Reagan geriet darüber in den USA in heftige politische Schwierigkeiten (siehe Bitburg-Kontroverse). Dieses Ereignis zeigte, so Weizsäcker, „das ganze Ausmaß der Empfindlichkeiten beim Umgang mit der Vergangenheit“. Die Rede, die Weizsäcker drei Tage nach Kohls und Reagans Auftritt hielt, wurde verschiedentlich als „Antwort auf Bitburg“ verstanden.
Von Weizsäcker führte während der vier Monate währenden Vorbereitungszeit der Rede Gespräche mit Parteienvertretern sowie Vertretern von Kirchen und Vertriebenen- wie NS-Opferverbänden. Wie er in seinen Erinnerungen schrieb, arbeitete er dabei am intensivsten mit einem Diplomaten des Auswärtigen Dienstes, Michael Engelhard, zusammen.
Sein damaliger Pressesprecher Friedbert Pflüger schilderte wiederholt, dass von Weizsäcker geplant hatte, in der Rede eine Begnadigung für Rudolf Heß zu fordern. Mit Hinweis auf die Bitburg-Kontroverse habe Pflüger den Bundespräsidenten dazu gebracht, die Forderung nach einer Freilassung des Stellvertreters von Adolf Hitler zu streichen.

## Inhalt und Form
Mit den Worten „Es gab keine ‚Stunde Null‘, aber wir hatten die Chance zu einem Neubeginn. Wir haben sie genutzt, so gut wir konnten. An die Stelle der Unfreiheit haben wir die demokratische Freiheit gesetzt“ zog Weizsäcker in dieser Rede die Summe aus vierzig Jahren westdeutscher Nachkriegsgeschichte. Er betonte damit, dass die Bundesrepublik Deutschland ihren Platz unter den Staaten mit demokratischer Verfassung in westlicher Tradition gefunden hatte. Das war im Verlauf dieser vierzig Jahre auch anders gesehen worden.
Die Rede ist in neun Abschnitte gegliedert, in denen sich von Weizsäcker aus unterschiedlichen Blickwinkeln dem 40. Jahrestag der bis dahin meist sogenannten deutschen Kapitulation nähert.
Von Weizsäcker spricht zwar von unterschiedlichen Empfindungen unter den Deutschen und erwähnt auch mehrmals den Begriff der Niederlage. Doch er betont, dass der Tag des Kriegsendes in Europa, der von jedem Volk unterschiedlich wahrgenommen werde, für die Deutschen ein „Tag der Befreiung vom menschenverachtenden System der nationalsozialistischen Gewaltherrschaft“ gewesen sei. Der 8. Mai und seine Folgen, mit denen auch die Teilung Deutschlands gemeint war, seien untrennbar auf den Beginn der nationalsozialistischen Diktatur in Deutschland 1933 zurückzuführen.
Schon vierzehn Tage zuvor hatte Bundeskanzler Helmut Kohl am 21. April 1985 in seiner vom Fernsehen live übertragenen Rede zum 40. Jahrestag der Befreiung des Konzentrationslagers Bergen-Belsen gesagt: „Der Zusammenbruch der NS-Diktatur am 8. Mai 1945 wurde für die Deutschen ein Tag der Befreiung.“
Von Weizsäcker lehnt eine Kollektivschuld ab: „Schuld ist, wie Unschuld, nicht kollektiv, sondern persönlich.“ Er spricht allerdings von einer „schweren Erbschaft“, die die Vorfahren der gegenwärtigen Generation hinterlassen hätten, und fordert von allen Deutschen, die Vergangenheit anzunehmen.
Von Weizsäcker betont die Rolle der Frauen, die „den vielleicht größten Teil dessen, was Menschen aufgeladen war, getragen“ hätten.
Die Schonungslosigkeit und Offenheit, mit der von Weizsäcker in der Rede Ursachen, die zum Krieg, zum Holocaust, zur Vertreibung von Völkerstämmen und zum geteilten Europa führten, analysierte und Konsequenzen für die Gegenwart daraus zog, war bis dahin für eine öffentliche Rede eines bundesdeutschen Staatsoberhauptes ohne Beispiel.
Von Weizsäcker schloss die Ansprache mit den Worten

„Hitler hat stets damit gearbeitet, Vorurteile, Feindschaften und Haß zu schüren.
Die Bitte an die jungen Menschen lautet:
Lassen Sie sich nicht hineintreiben in Feindschaft und Haß
gegen andere Menschen,
gegen Russen oder Amerikaner,
gegen Juden oder gegen Türken,
gegen Alternative oder gegen Konservative,
gegen Schwarz oder gegen Weiß.
Lernen Sie, miteinander zu leben, nicht gegeneinander.
Lassen Sie auch uns als demokratisch gewählte Politiker dies immer wieder beherzigen und ein Beispiel geben.
Ehren wir die Freiheit.
Arbeiten wir für den Frieden.
Halten wir uns an das Recht.
Dienen wir unseren inneren Maßstäben der Gerechtigkeit.
Schauen wir am heutigen 8. Mai, so gut wir es können, der Wahrheit ins Auge.“

## Wirkung
Die Rede fand außergewöhnliche Resonanz und überwältigende Zustimmung im In- und Ausland. Insbesondere in Israel sorgte sie für Aufsehen. Aus der israelischen Botschaft in Bonn hieß es, bei der Rede habe es sich um eine „Sternstunde der deutschen Nachkriegsgeschichte“ gehandelt. Die Rede ebnete den Weg für den Staatsbesuch Richard von Weizsäckers in Israel im Oktober 1985, den ersten Staatsbesuch eines deutschen Bundespräsidenten in diesem Land. Reinhard Appel äußerte innerhalb der ZDF-Sendung Bürger fragen… am 23. Mai 1985, ihm sei durch die Rede „ein eigenes weltbürgerliches Vaterlandsempfinden“ möglich geworden. Die Rede, die mehrfach im Fernsehen übertragen wurde, wurde in mehr als zwanzig Sprachen übersetzt und in einer Auflage von über zwei Millionen Exemplaren an interessierte Bürger verteilt und erschien auch auf Tonträgern. Mehr als 60.000 Bürger wandten sich schriftlich an den Bundespräsidenten. Bis heute wird die Rede als eine der bedeutendsten Leistungen Weizsäckers während seiner Amtszeit als Bundespräsident hervorgehoben.

## Kritik aus der Union und der FDP
Die Rede stieß bei Teilen der Union auf Kritik. Der CSU-Bundestagsabgeordnete Lorenz Niegel und 30 weitere Abgeordnete blieben der Rede fern. Alfred Dregger sprach sich 1986 dagegen aus, den 8. Mai 1945 einseitig als einen Tag der Befreiung zu sehen. Auch Franz Josef Strauß widersprach von Weizsäcker und forderte, die Vergangenheit „in der Versenkung, oder Versunkenheit“ verschwinden zu lassen, denn „die ewige Vergangenheitsbewältigung als gesellschaftliche Dauerbüßeraufgabe lähmt ein Volk!“
1995 wurde der Appell „8. Mai 1945 – gegen das Vergessen“ in der Frankfurter Allgemeinen Zeitung veröffentlicht, dem sich mehr als 200 Unterzeichner anschlossen, darunter Alfred Dregger, Heinrich Lummer, Carl-Dieter Spranger und Alexander von Stahl. Die Unterzeichner sprechen sich gegen ein Geschichtsbild aus, das nur auf „Befreiung“ fixiert sei, denn dies könne nicht „Grundlage für das Selbstverständnis einer selbstbewußten Nation sein“.

## Bewertung der Ansprache
In der Auseinandersetzung von Historikern mit der deutschen Vergangenheitspolitik stieß die Rede neben viel Zustimmung auch auf Kritik. Heinrich August Winkler lobte sie 2000 zwar insgesamt als „befreiend“, doch bleibe in ihr „manches […] ungesagt“, namentlich in Zusammenhang mit der Verstrickung der alten Eliten in die Zerstörung der Weimarer Republik und die Erfolge Hitlers. In diesem Zusammenhang verwies er auf Ernst von Weizsäcker, den Vater des Redners, der von 1938 bis 1945 als Staatssekretär im Auswärtigen Amt tätig war. Henning Köhler kritisierte 2002, Weizsäcker habe den 8. Mai zum Tag der Befreiung erhoben und dadurch „die Fiktion eines antifaschistischen Deutschland, das von den Alliierten befreit worden sei“ geschaffen. In Wahrheit hätte die Rote Armee über die Mehrheit der Deutschen neue „unzählige Verbrechen“ gebracht, den Truppen der Westalliierten sei strikt verboten worden, als Befreier aufzutreten. Michael Hoffmann monierte 2003 in seiner Dissertation, Formulierungen wie die von der „Verantwortung des deutschen Volkes“ blieben allgemein, vage und darum folgenlos. Thesen wie vom Antisemitismus, der „am Anfang der Gewaltherrschaft gestanden“ habe, seien fragwürdig, Weizsäckers Umgang mit der mehrdeutigen Vokabel Volk sei problematisch, sein „Rekurs auf die jüdische Religion als Paradigma für eine gelungene Form des Umgangs mit der Vergangenheit“ sei für nicht-jüdische Deutsche kaum nachvollziehbar, der in diesem Zusammenhang gebrauchte Terminus der Versöhnung irritierend: Weizsäcker operiere „mit metaphysischen Kategorien, die weitere Erwägungen über das Wie und Warum der Vergangenheit ersticken“. Der Kulturwissenschaftler Matthias N. Lorenz räumte 2007 zwar ein, dass die Rede in der deutschen Erinnerungskultur eine wichtige Zäsur brachte, kritisierte aber, dass der Bundespräsident die nationalsozialistischen Täter allein „auf Hitler und seine Führungsschicht“ verengt habe. Alle anderen erschienen lediglich als „Verführte“. Hier seien die Ergebnisse der Kontroverse zwischen Intentionalisten und Funktionalisten nicht reflektiert worden.